# Ügyvéd kupa
Az Ügyvéd Kupa Nagyhajós Regatta egy balatoni vitorlásverseny, amelyet 2006 óta rendeznek meg minden évben az igazságszolgáltatásban dolgozók számára. A rendszeresen háromnapos eseményen a részt vevő csapatok egy túrafutamon, valamint további túra- vagy pályaversenyeken mérik össze tudásukat az Ügyvéd Kupa elhódításáért. A versenyen való részvétel feltétele, hogy a hajó legénységéből legalább egy fő Magyarországon bejegyzett ügyvéd alkalmazásában álló alkalmazott – ügyvéd, ügyvédjelölt, jogász vagy bíró – legyen. A rendezvény kiírója 2008 óta a Magyar Ügyvédi Kamara, szervezője a Lellei Vitorlás Egylet.

## Történelem
A szervezők 2006. június 24-re írták ki az ekkor még csak egynapos túraversenyt. A verseny helyszíne a balatonlellei kikötő. Az első regattán 56 hajó vett részt, melyet a Faterka nevű Elan 333 hajó nyert.
2007-ben a regatta az Aranysekli Vitorlás Versenysorozat részeként június 16-ra került kiírásra a Bahart balatonlellei kikötőjében. Az ügyvédregattára 72 hajó nevezett, melyet a Sirocco nyert a Kovács, Barborják és Társai Ügyvédi Iroda színeiben.
2008-tól a verseny kiírója a Magyar Ügyvédi Kamara lett. A versenyre 68 hajó nevezett, mely ismét a Sirocco győzelmét hozta a szombati napon, ebben az évben a Dr. Kiss Pál Ügyvédi Iroda csapatával. Vasárnap a pályaversenyen a Westport, a Rubin Hód és a Rapa Iti nyert az osztályában.
2009-ben viharos időjárás miatt a szombati verseny elmaradt; a vasárnapi futamot a Csók és Társa Ügyvédi Iroda nyerte a Sponsor Wanteddel, megelőzve a címvédő Takács és Kiss Ügyvédi Irodák színeiben versenyző Siroccot. 
2010-ben, az ötödik alkalommal megrendezett Ügyvéd Kupa Nagyhajós Regattán 51 hajó vett részt; a szombati versenyt a Lisa nyerte, megelőzve a Sponsor Wantedet és a Krajcárt.
2011-ben a verseny első alkalommal a Balaton keleti medencéjében került megrendezésre. A Csók és Társai Ügyvédi Iroda ebben az esztendőben is győzni tudott, megelőzve az Ecsedi és Ács Ügyvédi Irodát, valamint a Gergely és Társai Ügyvédi Irodát. Ebben az évben került kiírásra első alkalommal az ügyvéd kormányosok versenye, amelyet dr. Prédl Tamás nyert meg. A verseny során emlékezetes volt, hogy a Litkey Farkas kormányozta Lisa egy hirtelen jött viharban felborult, ezzel elveszítve a versenyben vezető pozícióját.